# Župnija Šoštanj
Župnija Šoštanj je rimskokatoliška teritorialna župnija dekanije Šaleška dolina škofije Celje.
Do 7. aprila 2006, ko je bila ustanovljena škofija Celje, je bila župnija del savinjsko-šaleškega naddekanata škofije Maribor.

## Sakralni objekti
- - župnijska cerkev
- - podružnica